# Boadéni
Boadéni est une commune rurale située dans le département de Matiacoali de la province du Gourma dans la région de l'Est au Burkina Faso.

## Géographie
Boadéni est situé à environ 35 km au Sud-Ouest de Matiacoali et à 3 km à l'Ouest de Nassougou.

## Santé et éducation
Le centre de soins le plus proche de Boadéni est le centre de santé et de promotion sociale (CSPS) de Nassougou.